# باتاشيورت
باتاشيورت (بالروسية: Баташюрт) هي مدينة في جمهورية داغستان في روسيا. ويبلغ عدد سكانها حوالي 3688 نسمة ويوجد بها 47 شارعا.